# مسجد السيدة فاطمة (القاهرة)
مشهد السيدة فاطمة الزهراء أو مسجد السيدة فاطمة الزهراء، هو المسجد الذي يقع به ضريح السيدة فاطمة النبوية بنت سيدنا الحسين، رضى الله عنه، خلف الدرب الأحمر بزقاق يعرف بزقاق السيدة فاطمة النبوية بالقاهرة.
داخل المسجد الضريح الجليل ذو الوضع الجميل وعليه قبة مرتفعة ومقصورة من النحاس الأصفر، أنشأ المشهد الأمير عبد الرحمن كتخدا وجدده عباس باشا، وجعل فيه منبرا ودكة، وعمل لها ميضأة وحنفية من الرخام ومنارة وبابين أحدهما يؤدى إلى الحنفية والآخر إلى الضريح الشريف ويعمل لها حضرة كل ليلة ثلاثاء ومولد سنوي يستمر نحو عشرة أيام ولها نذور كثيرة وزيارات.